# 伊絲緹
伊絲緹（Estë），是英國作家約翰·羅納德·鲁埃爾·托爾金的史詩式奇幻小說《精靈寶鑽》中的人物。羅瑞安之妻，創傷和疲倦的治療者，休憩女神，愛穿灰衣，賞賜睡眠和安寧給眾生，她從不在白日出現，白日伊絲緹就在羅瑞林湖（Lake Lorellin）湖中島的樹蔭下安眠。